# William E. Williams

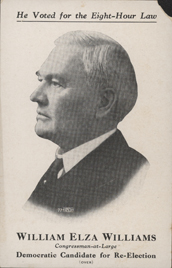
William E. Williams auf einem Wahlplakat

William Elza Williams (* 5. Mai 1857 bei Detroit, Pike County, Illinois; † 13. September 1921 in Pittsfield, Illinois) war ein US-amerikanischer Politiker. Zwischen 1899 und 1901 sowie nochmals von 1913 bis 1917 vertrat er den Bundesstaat Illinois im US-Repräsentantenhaus.

## Leben
William Williams besuchte die öffentlichen Schulen seiner Heimat und danach das Illinois College in Jacksonville. Nach einem anschließenden Jurastudium und seiner 1880 erfolgten Zulassung als Rechtsanwalt begann er in Detroit und Pittsfield in diesem Beruf zu arbeiten. Zwischen 1886 und 1892 war er Staatsanwalt im dortigen Pike County. Gleichzeitig schlug er als Mitglied der Demokratischen Partei eine politische Laufbahn ein. Er wurde Mitglied im Stadtrat von Pittsfield und im dortigen Bildungsausschuss. Im Jahr 1903 wurde er juristischer Vertreter der Straßenbahngesellschaft von Chicago.
Bei den Kongresswahlen des Jahres 1898 wurde Williams im 16. Wahlbezirk von Illinois in das US-Repräsentantenhaus in Washington, D.C. gewählt, wo er am 4. März 1899 die Nachfolge von William H. Hinrichsen antrat. Bis zum 3. März 1901 absolvierte er eine Legislaturperiode im Kongress. Danach praktizierte er wieder als Anwalt. Im Jahr 1912 wurde Williams im neu eingerichteten und staatsweiten 27. Distrikt erneut in den Kongress gewählt, wo er nach einer Wiederwahl zwischen dem 4. März 1913 und dem 3. März 1917 zwei weitere Amtszeiten verbrachte. Während dieser Zeit wurden der 16. und der 17. Verfassungszusatz ratifiziert. Im Jahr 1916 wurde er nicht wiedergewählt.
Nach dem Ende seiner Zeit im US-Repräsentantenhaus betätigte sich William Williams wieder als Rechtsanwalt. Er starb am 13. September 1921 in Pittsfield.